# Cayo Levantado (ö i Dominikanska republiken, lat 19,17, long -69,28)
Cayo Levantado är en ö i Dominikanska republiken.   Den ligger i provinsen Samaná, i den östra delen av landet, 110 km nordost om huvudstaden Santo Domingo. Arean är 0,23 kvadratkilometer.
Terrängen på Cayo Levantado är mycket platt. Öns högsta punkt är 26 meter över havet. Den sträcker sig 0,5 kilometer i nord-sydlig riktning, och 0,9 kilometer i öst-västlig riktning.